# Тэниуры
Тэниуры (лат. Taeniura) — род хрящевых рыб, семейства хвостоколовых, отряда хвостоколообразных. Они обитают в тропических водах всех океанов. Ведут донный образ жизни. Встречаются в мелких прибрежных водах. Размножение происходит путём яйцеживорождения. Эмбрионы развиваются в утробе матери, питаясь желтком и гистотрофом. Максимальная ширина диска достигает 1,8 м. Грудные плавники срастаются с головой, образуя овальный диск.
Название рода происходит от слов др.-греч. ταινία — «лента» и  др.-греч. οὐρά — «хвост».

## Описание
Мигательная перепонка отсутствует. Спинного, анального и хвостового плавников нет. Тонкий хвост намного длиннее диска. На хвосте имеется как минимум 1 ядовитый шип. На вентральной стороне шипа или шипов имеются бороздки, соединённые с ядовитыми железами. Шип покрыт тонким слоем кожи, рудиментарной оболочкой, в которой концентрируется яд. Глаза скатов расположены сверху. Позади глаз находятся брызгальца — дыхательные отверстия жабр, необходимые для дыхания в песке. На вентральной стороне диска расположены ноздри, рот и 5 пар жаберных щелей. Между ноздрями имеется бахромчатый кожаный лоскут. Дно ротовой полости покрыто мясистыми отростками.

## Взаимодействие с человеком
Поскольку большую часть времени тэниуры проводят на дне, зарывшись в грунт, на них можно случайно наступить. Они потенциально опасны для человека благодаря своему ядовитому шипу, расположенному на хвосте, которым обычно пользуются не для нападения, а для защиты. Мясо тэниур съедобно, но в целом они не являются объектом коммерческого промысла. Некоторые виды подходят для содержания в аквариуме. 

## Классификация
К роду тэниур в настоящее время относят 3 вида:
- Taeniura grabata É. Geoffroy Saint-Hilaire, 1817 — Средиземноморская тэниура
- Taeniura lymma Forsskål, 1775 — Тэниура-лимма
- Taeniura meyeni J. P. Müller & Henle, 1841

Молекулярные исследования филогенетического дерева хвостоколовых, опубликованные в 2013 году, указывают на тэниура-лимма как на вид являющийся базальным по отношению к роду Neotrygon, а не к роду хвостоколов, к которому ранее причисляли Neotrygon. Эти исследования подтверждают гипотезу о выделении самостоятельного рода Taeniurops, (включающего таким образом виды Taeniurops meyeni и Taeniurops grabata) более близкого к хвостоколам, чем к тэниурам из состава Taeniura.